# Oramiella wisei
Oramiella wisei es la única especie del género Oramiella, familia Agelenidae. Fue descrita por Raymond Robert Forster y C. L. Wilton  en 1973.
Vive en Nueva Zelanda.